# Mioduńskie
Mioduńskie (deutsch Mniodunsken, 1929 bis 1945 Immenhagen) ist ein Ort in der polnischen Woiwodschaft Ermland-Masuren, der zur Stadt- und Landgemeinde Ryn (Rhein) im Powiat Giżycki (Kreis Lötzen) gehört.

## Geographische Lage
Mioduńskie liegt am Westufer des Jezioro Szymon (deutsch Schimonker Sees, 1938 bis 1945 Schmidtsdorfer See) in der östlichen Mitte der Woiwodschaft Ermland-Masuren. Die vormalige Kreisstadt Sensburg (polnisch Mrągowo) liegt 22 Kilometer südwestlich, die jetzige Kreisstadt Giżycko (Lötzen) 20 Kilometer nordöstlich, und die Stadt Ryn (Rhein) acht Kilometer nordwestlich.

## Geschichte
Im Jahr 1584 wurde Mniodunsken gegründet.
Das Gutsdorf war von 1874 bis 1945 in den Amtsbezirk Schimonken (polnisch Szymonka) eingegliedert, der – 1938 in „Amtsbezirk Schmidtsdorf“ umbenannt – zum Kreis Sensburg im Regierungsbezirk Gumbinnen (1905 bis 1945: Regierungsbezirk Allenstein) in der preußischen Provinz Ostpreußen gehörte.
Aufgrund der Bestimmungen des Versailler Vertrags stimmte die Bevölkerung im Abstimmungsgebiet Allenstein, zu dem Mniodunsken gehörte, am 11. Juli 1920 über die weitere staatliche Zugehörigkeit zu Ostpreußen (und damit zu Deutschland) oder den Anschluss an Polen ab. In Mniodunsken stimmten 40 Einwohner für den Verbleib bei Ostpreußen, auf Polen entfielen keine Stimmen.
Im Jahr 1910 zählte Mniodunsken 23 Einwohner. Am 30. September 1928 wurde der Gutsbezirk Mniodunsken in eine Landgemeinde umgewandelt, und am 26. August 1929 änderte sich der Ortsname von Mniodunsken in „Immenhagen“.
Im Jahr 1933 zählte das Dorf 98, 1939 bereits 105 Einwohner.
In Kriegsfolge kam das Dorf 1945 mit dem gesamten südlichen Ostpreußen zu Polen und bekam den polnischen Namen „Mioduńskie“. Das Dorf ist heute ein Ortsteil der Stadt- und Landgemeinde Ryn (Rhein) und ist aus dem Kreis Sensburg in den Powiat Giżycki (Kreis Lötzen) „gewechselt“.

## Religionen
Bis 1945 war Minodunsken in die evangelische Kirche Schimonken in der Kirchenprovinz Ostpreußen der Kirche der Altpreußischen Union und in die katholische Pfarrkirche St. Adalbert in Sensburg im Bistum Ermland eingepfarrt.
Heute gehört Mioduński zur evangelischen Pfarrgemeinde in Ryn in der Diözese Masuren der Evangelisch-Augsburgischen Kirche in Polen bzw. zur katholischen Mariä-Himmelfahrt-Pfarrkirche in Szymonka im Bistum Ełk (Lyck) der Römisch-katholischen Kirche in Polen.

## Verkehr
Mnioduńsken ist nur über zum Teil unwegsame Landwege zu erreichen: von der Woiwodschaftsstraße DW 642 aus von Zielony Lasek (Grünwalde) direkt bzw. von Lawki (Lawken, 1939 bis 1945 Lauken) über Ławki Małe (Klein Lawken/Klein Lauken) aus.